# 横浜国立大学の人物一覧
横浜国立大学の人物一覧（よこはまこくりつだいがくのじんぶついちらん）は、横浜国立大学に関係する人物の一覧記事。

## 歴代校長（横浜高等工業学校）
- 初代：鈴木達治
- 第2代：冨山保

## 歴代校長（横浜高等商業学校）
- 初代：田尻常雄
- 第2代：岡野鑑記
- 第3代：糸魚川祐三郎

## 主な教員
- 青木淳一 - 名誉教授。動物学
- 阿部周造 - 名誉教授。経営学
- 飯田善彦 - 元Y-GSA教授。建築意匠、建築家
- 伊藤卓 - 名誉教授。現・株式会社アド技術顧問
- 梅本洋一 - 元教授。映画評論家
- 大門正克 - 名誉教授。経済史
- 大崎平八郎 - 名誉教授。経済学
- 大藪俊哉 - 名誉教授。会計学
- 唐十郎 - 名誉教授。演劇論、劇作家
- 川添裕 - 名誉教授。日本文化史、表現文化論
- 北山恒 - 元Y-GSA教授。建築意匠、建築家
- 倉澤資成 - 名誉教授。経済学、ファイナンス
- 小池治 - 名誉教授。行政学
- 河野隆二 - 教授。情報通信工学
- 小海永二 - 名誉教授。フランス文学、詩人
- 越村信三郎 - 名誉教授。マルクス経済学
- 佐藤東洋麿 - 名誉教授。フランス文学
- 高橋寿一 - 名誉教授。民事法
- 高橋勝 - 名誉教授。教育哲学、教育人間学
- 長縄光男 - 名誉教授。ロシア思想、日露関係史、日本正教史
- 中村剛治郎 - 教授。経済学（地域経済学、環境政策）
- 西沢立衛 - Y-GSA教授。建築意匠、建築家
- 西堀昭 - 名誉教授。フランス語,国際コミュニケーション論,比較文化論
- 沼田嘉穂 - 名誉教授。会計学
- 長谷川秀樹 - 准教授。社会学
- 長谷川善和 - 名誉教授。古生物学者、恐竜研究、群馬県立自然史博物館館長
- 長谷部勇一 - 名誉教授。経済統計
- 久木幸男 - 名誉教授。日本教育史、清沢満之研究
- 藤原一繪 - 名誉教授。植物生態学
- 本間要一郎 - 名誉教授。マルクス経済学
- 松永友有 - 准教授。イギリス史
- 宮脇昭 - 名誉教授。植物生態学
- 森章 - 准教授。生態系管理学　撹乱生態学　森林生態学
- 森川俊孝 - 名誉教授。国際法
- 八木裕之 - 教授。環境会計
- 谷地弘安 - 元副学長、東洋水産取締役。経営学
- 山田均 - 名誉教授。土木工学
- 山中龍夫 - 元教授。工学者、宇宙工学研究者
- 山辺六郎 - 名誉教授。会計学
- 山本理顕 - 元Y-GSA教授・初代校長。建築意匠、建築家
- 吉森賢 - 名誉教授。経営学（企業統治、比較経営、国際経営）
- 若杉明 - 名誉教授。会計学
- 小坂英男 - 教授。量子情報科学

## 著名な出身者

### 政界

#### 国会議員
- 馬淵澄夫 - 衆議院議員、元国土交通大臣、元内閣総理大臣補佐官
- 奥村政佳 - 参議院議員、歌手（ボイスパーカッション）：RAG FAIR、気象予報士、防災士、保育士
- 後藤正夫 -  元参議院議員、元法務大臣、元行政管理庁統計基準局長
- 井上一徳 - 元衆議院議員、元防衛省大臣官房審議官兼情報本部副本部長
- 那谷屋正義 - 元参議院議員、元文部科学大臣政務官
- 長島一由 - 元衆議院議員、元逗子市長、映画監督
- 畑野君枝 - 元衆議院議員、元参議院議員
- 小林正 - 元参議院議員、元新しい歴史教科書をつくる会会長
- 鈴木一弘 - 元参議院議員、元創価学会副理事長
- 牛田寛 - 元参議院議員、元創価学会理事
- 戸田邦司 - 元参議院議員、元運輸省海上技術安全局長
- 大石尚子 - 元参議院議員
- 江端貴子 - 元衆議院議員
- 大石八治 - 元衆議院議員、元静岡県議会議長
- 岡本英子 - 元衆議院議員、元横浜市会議員
- 勝又恒一郎 - 元衆議院議員
- 鈴木憲一 - 元衆議院議員、元神奈川県教職員組合長、元神奈川県教育委員会委員
- 細谷治嘉 - 元衆議院議員
- 梅原良 - 元衆議院議員
- 片岡勝治 - 元参議院議員

#### 地方公共団体の首長
- 長洲一二 - 元神奈川県知事、元横浜国立大学教授
- 平山征夫 - 元新潟県知事、元日本銀行新潟支店長
- 石阪丈一 - 町田市長、元横浜市港北区長
- 高橋都彦 - 元狛江市長、元東京都公園協会理事長
- 薮本吉秀 - 元兵庫県三木市長、元総務省公務員課課長補佐
- 久保田章市 - 島根県浜田市長、元法政大学大学院教授
- 海老根靖典 - 元藤沢市長
- 小野申人 - 第9代広島県府中市長
- 石橋直季 - 東郷町長

#### 日本以外
- タノン・ビダヤ - 元タイ王国財務大臣兼商務大臣、元タイ国際航空会長、元タイ軍人銀行頭取
- ダワードルジ・デルゲルツォグト - 元モンゴル自然環境・観光副大臣、元在大阪モンゴル国総領事

### 官界
- 斎藤英明 - 国際海事機関海洋環境保護委員会議長（アジア人初）、国土交通省参与、元OECDエコノミスト
- 平田竹男 - 元内閣官房参与、早稲田大学教授、日本サッカー協会名誉副会長
- 豊田欣吾 - 元内閣官房内閣審議官兼領土・主権対策企画調整室長、元横浜国立大学教授
- 永山喜緑 - 元沖縄開発事務次官、元内閣広報室内閣審議官、元平和祈念事業特別基金理事長
- 藤岡文七 - 元内閣府審議官、元内閣府政策統括官、元沖縄振興局長、日本リサーチ総合研究所理事長
- 金子孝文 - 元経済企画庁物価局長・生活局長、日本リサーチ総合研究所理事長、元政策投資銀行理事、元政策研究大学院大学教授
- 西堀正弘 - 元国連大使、元外務省国際連合局長、元原子力委員会委員
- 宮島彰 - 元厚生労働省医薬局長、元医薬品医療機器総合機構理事長
- 高橋満 - 元厚生労働省職業安定局長、元福岡県労働部長
- 武藤正敏 - 元駐韓国大使、元外務大臣官房審議官、ハーバード大学修士
- 今井治 - 元国際テロ対策・組織犯罪対策協力担当兼サイバー政策担当大使、元駐エクアドル大使
- 工藤圭章 - 元文化庁文化財鑑査官、元沼津工業高等専門学校校長
- 後藤正之 - 元農林水産省大臣官房政策評価審議官、元財務省財務総合政策研究所次長、元大阪大学教授
- 日下部聡 - 元資源エネルギー庁長官、元経済産業省大臣官房長
- 坂下広朗 - 元国土交通省技術総括審議官、元国土交通省海事局長、日本海事協会会長
- 杉浦淳 - 元特許庁審判長、大阪工業大学知的財産学部教授
- 望月孝洋 - 経済産業省経済産業政策局知的財産政策室元室長補佐、大阪工業大学知的財産専門職大学院教授
- 松山隆英 - 元公正取引委員会事務総長、TMI総合法律事務所顧問、同志社大学教授
- 北村一郎 - 栃木県副知事、東京2020オリンピック聖火リレー栃木県実行委員会会長
- 関谷保夫 - 元東京都副知事、元東京都人事委員会委員長、元東京臨海高速鉄道社長
- 村松明典 - 東京都総務局長、元東京都中央卸売市場長
- 三浦淳 - 元川崎市副市長、川崎市産業振興財団理事長
- 鈴木隆 - 元横浜市副市長、元横浜国際平和会議場社長
- 小林一美 - 横浜市副市長、海洋都市横浜うみ協議会会長
- シントン・ラーピセートパン - 駐日タイ王国大使、元タイ王国外務省東アジア局局長
- ニコロス・アプカザワ - 元在大韓民国ジョージア大使、在マレーシアジョージア大使、元駐日ジョージア臨時代理大使
- レ・ティ・トゥエット・マイ - 在ジュネーブ国際機関ベトナム政府代表部大使、元ベトナム外務省法務・条約局長

### 財界・実業界
- 青野玄 - エスエルディー創業者・元社長
- 朝倉昭 - 品川無線創業者
- 浅野純次 - 元東洋経済新報社社長、元日本雑誌協会理事長
- 安達一彦 - インテリジェント ウェイブ創業者・元社長、元日本パーソナルコンピュータソフトウェア協会副会長
- 浅見正男 - 荏原製作所代表執行役社長兼CEO兼COO
- 荒牧寅雄 - 元いすゞ自動車社長、元自動車技術会会長、元日本兵器工業会会長
- 飯島彰己 - 元三井物産社長、日本銀行参与、元日本経団連副会長
- 飯塚正 - ジュンテンドー社長、島根県経営者協会常任幹事
- 伊香賀正彦 - デロイトトーマツコンサルティング社長、元監査法人トーマツ取締役
- 石上實 - 元十条製紙社長
- 池田博之 - 元近畿大阪銀行社長、りそな銀行副会長、関西経済同友会代表幹事
- 石塚哲士 - 元シーアイ化成社長、元タキロンシーアイ副会長、元伊藤忠商事インドシナ代表兼伊藤忠タイ会社社長
- 出原隆史 - 元創通社長、アニメーションプロデューサー（ガンダムシリーズ）
- 井上誠 - 極洋社長
- 今井陽一郎 - エフィッシモ・キャピタル・マネジメント設立者・代表、投資家
- 植木義明 - 植木組社長
- 上野豊 - 上野トランステック名誉会長。元横浜商工会議所会頭。
- 梅田優祐 - ニューズピックス創業者・会長CEO、ユーザベース創業者・CEO
- 梅原一剛 - 元東急ホテルズ社長、元国際ホテル・レストラン協会副会長
- 大川正男 - 元日本エム・ディ・エム社長、元中央青山監査法人代表社員
- 大谷隆男 - 秩父鉄道社長、日本民営鉄道協会副会長
- 大野智弘 - Kudan創業者・代表取締役、元SN Systems日本法人代表取締役
- 大和田国男 - 元不二越社長、元日本プラントメンテナンス協会会長
- 岡田譲治 - 元三井物産副社長・CFO、日本監査役協会会長
- 沖廣克也 - 元住商グローバル・ロジスティクス社長、元インド住友商事会社社長
- 奥地圭子 - 東京シューレ設立者・理事長、全国不登校新聞社代表理事
- 小関周一 - 元三菱製紙社長
- 小野義昭 - 信越ポリマー会長・元社長
- 加藤勝久 - 旭硝子株式会社 元代表取締役 兼 専務執行役員
- 加藤雄次 - JTB商事社長
- 神山茂 - ジャステック創業者・元社長、元情報サービス産業協会副会長、藍綬褒章
- 亀井俊郎 - 元川崎重工業社長、元日本造船工業会会長
- 亀崎英敏 - 元三菱商事副社長、元台湾三菱商事会社社長、元日本銀行政策委員会審議委員
- 苅谷道郎 - 元ニコン社長兼CEO兼COO
- 加留部淳 - 元豊田通商社長、元日本貿易会副会長、中部経済同友会代表幹事
- 川崎敏寛 - 東京電力エナジーパートナー社長
- 河添克彦 - 元三菱自動車社長
- 川村健一 - コンコルディア・フィナンシャルグループ社長、元横浜銀行頭取
- 觀恒平 - 元有限責任監査法人トーマツ包括代表
- 菊池育夫 - 北海道新聞社長
- 岸田勝彦 - 元ヤマハ会長
- 木村登志男 - 元セイコーエプソン副社長CFO、元法政大学教授
- 國廣喜和武 - 元ポッカサッポロフード＆ビバレッジ社長、元森を育む紙製飲料容器普及協議会会長
- 蔵原成実 - 元ジャパン マリンユナイテッド会長、元アイ・エイチ・アイ マリンユナイテッド社長
- 黒田則正 - 元みずほ信託銀行会長、元みずほ国際交流奨学財団理事長
- 黒野友之 - 名鉄百貨店社長、元伊良湖リゾート社長、元博物館明治村所長
- 鯉沼宏治 - 元三菱地所ホーム社長、元帝京大学教授
- 郡山明久 - 鹿児島銀行頭取、九州フィナンシャルグループ会長
- 小長井信昌 - 元白泉社社長
- 小林達司 - 四国銀行頭取
- 雜賀克英 - 東急コミュニティー会長・元社長、東急不動産ホールディングス執行役員・元副社長
- 齋藤興二 - 元岩谷産業社長・会長
- 坂田保之 - KPPグループホールディングス社長兼COO
- 桜井眞一郎 - 自動車エンジニア、日産・スカイライン設計者
- 佐々木正丞 - 元北海道ガス社長・会長
- 佐藤順一 - 元IHI検査計測社長、元日本機械学会会長、元日本工学会会長
- 佐藤登 - サムスンSDI常務取締役
- 佐野川谷安太郎 - 元佐野安船渠社長、元日本船舶社長
- 塩田元規 - アカツキ共同創業者・元CEO
- 杉田亮毅 - 元日本経済新聞社社長、元日本記者クラブ理事長
- 杉山美邦 - 日本テレビホールディングス社長、日本テレビ放送網社長
- 鈴木国正 - インテル日本法人社長、元ソニーモバイルコミュニケーションズ社長
- 鈴木建吾 - 八幡ねじ会長・元社長、元日本ねじ商業協同組合連合会会長、旭日双光章受賞
- 鈴木隆 - 元日経BP社長、元格付投資情報センター社長
- 瀬戸貢一 - IJTT社長、元イスズ・モータース・アジア社長
- 妹尾輝男 - 元コーン・フェリー日本代表
- 添田毅司 - ジブラルタ生命保険社長、添田隆司の父
- 曽我英俊 - フジ日本精糖社長、元双日食料会長。元双日豪州会社社長兼双日ニュージーランド社長
- 征矢真一 - 元ポッカサッポロフード＆ビバレッジ社長
- 高島淳 - PwC税理士法人代表
- 髙橋誠 - KDDI社長、電気通信事業者協会会長、映画プロデューサー
- 滝澤秀之 - 相鉄ホールディングス社長、元相模鉄道社長
- 辻慎吾 - 森ビル社長、不動産協会副理事長、藍綬褒章
- 坪井俊輔 - 株式会社うちゅう創業者・代表取締役CEO、Sagri株式会社創業者・代表取締役社長
- 富田直人 - イノベーション創業者・社長
- 永井隆 - 元富士電機冷機社長、元富士電機副社長・特別顧問、元富士電機総設会長
- 中川赳 - 元明治製菓社長、元日本チョコレート・ココア協会会長
- 中川雅弘 - 安田不動産社長
- 中田安彦 - サンコー創業者・元社長、元ダイエーローソン（現ローソン）社長、元横浜岡田屋会長
- 長田邦裕 - 元センチュリー21・ジャパン社長、元伊藤忠アーバンコミュニティ社長
- 永松治夫 - 東洋エンジニアリング社長、エンジニアリング協会理事長
- 中村伊一 - 元ワコール副社長。元京都証券取引所理事長
- 中村清高 - いい生活創業者・社長、元ゴールドマン・サックス証券マネージングディレクター
- 中村雅哉 - バンダイナムコエンターテインメント創業者、元日本アミューズメントマシン協会会長、元日本イベント産業振興協会会長
- 新美俊生 - 大豊工業社長、元トヨタモーターノースアメリカ副社長
- 錦織弘信 - 東芝テック社長、元東芝デジタルソリューションズ社長、元東芝インダストリアルICTソリューション社社長
- 西田通弘 - 元本田技研工業副社長、自動車殿堂入り、藍綬褒章
- 西村慶介 - キリンホールディングス副社長
- 西村等 - 富士山静岡空港社長
- 西山隆一郎 - 西武ホールディングス社長 社長執行役員兼COO
- 新田正実 - 元デロイトトーマツファイナンシャルアドバイザリー合同会社社長、KADOKAWA・日本電気監査役
- 橋本眞幸 - SUMCO会長兼CEO兼議長、元三菱マテリアル副社長
- 畑中誠 - 元東京建物社長、元不動産協会副理事長
- 浜口隆則 - ビジネスバンクグループ社長
- 林尚樹 - 元CBCテレビ副会長・社長
- 原田清 - 東芝物流社長
- 平野正雄 - 元マッキンゼー・アンド・カンパニー日本支社長、元カーライル・グループ日本共同代表、早稲田大学教授
- 蛭田史郎 - 元旭化成社長、元オリンパス取締役会議長、元石油化学工業協会会長、元日韓経済協会副会長
- 日吉信弘 - フレッド・S・ジェームス日本代表、セジウィク・リスクマネジメント日本代表、セジウィック・グループ顧問
- 福居賢悟 - 東京建物不動産販売社長、元東京建物副社長、日本パーキング会長
- 藤川雅海 - 筑波銀行会長
- 穂刈正樹 - フリーランス社長、ゲーマー
- 堀鉄蔵 - 元名古屋テレビ放送社長
- 曲渕文昭 - アルピコホールディングス社長
- 増田尚宏 - 日本原燃社長、元東京電力福島第二原子力発電所所長(東日本大震災当時)
- 町田業太 - 元兼松江商社長・会長
- 三澤智光 - 日本オラクル社長、Oracle Corporationシニア・バイス・プレジデント
- 御手洗大祐 - rakumo創業者・社長CEO、元CNET日本法人社長
- 武者陵司 - 武者リサーチ代表、元ドイツ証券副会長兼 CIO
- 武藤潤 - 元東燃ゼネラル石油（現JXTGエネルギー）社長、元石油学会会長
- 村田和雄 - 元ユアサコーポレーション代表取締役、ヨットマン、電気化学協会棚橋賞
- 村野一 - オリオンビール社長、元シック・ジャパン社長兼アジア代表、元デアゴスティーニ・ジャパン社長、元ソニーメキシコ社長
- 茂谷武彦 - エックスネット社長
- 森俊一 - プロパスト創業者・元社長CEO
- 矢板玄 - 亜細亜産業創業者・元社長、元下野銀行頭取、元三菱化成顧問、フィクサー
- 安田義則 - 元JA三井リース社長、元農中信託銀行社長、元リース事業協会副会長
- 山内一洋 - 元ジブラルタ生命保険社長兼CEO
- 山川隆 - 元ドコモAOL社長、元ＮＴＴドコモモバイル社会研究所副所長、元日本システムウエア副社長
- 山川義介 - ALBERT創業者・会長、インタースコープ創業者・元社長、元電気通信大学客員教授
- 山口博 - 元東京電力ホールディングス副社長・技監、元電気学会会長、関東電気保安協会理事長
- 山口正明 - 東洋エンジニアリング会長
- 山辺道彦 - 富士機工会長・社長
- 湯浅隆行 - 元東京海上日動フィナンシャル生命保険社長、元東京海上日動火災保険副社長、元東京海上ホールディングス副社長
- 横井明 - 元豊田自動織機会長、元トヨタ自動車副社長、元中部経済連合会副会長
- 吉田安伸 - 元ティー・エックス・エヌ九州社長、元日経流通新聞編集長
- 吉田芳明 - アドバンテスト社長
- 吉村寛範 - 元三菱アルミニウム社長、元超硬工具協会理事長、全国発明表彰発明賞
- 米山高範 - 元コニカ（現コニカミノルタ）社長、元日本科学技術連盟理事長、デミング賞本賞受賞
- 羅怡文 - 中文産業創業者・元社長、ラオックスホールディングス会長、シャディ会長
- 林森成 - 元日興シティグループ証券社長兼CEO、元シティバンク香港会長
- 和地孝 - 元テルモ会長兼CEO、元日本医療機器産業連合会会長

### 法曹
- 宍戸充 - 元知的財産高等裁判所判事、元東京地方検察庁検事、西村あさひ法律事務所顧問
- 小田修司 - 弁護士、元日本弁護士連合会副会長、元第一東京弁護士会会長、弁護士国民年金基金理事長
- 石丸幸人 - 弁護士、アディーレ法律事務所設立者・元代表

### 学界
- 合崎堅二 - 会計学、國學院大学経済学部教授、関東学園大学経済学部教授
- 相澤益男 - 生命工学、元東京工業大学学長、元国立大学協会会長
- 相田卓三 - 分子化学、東京大学大学院工学系研究科教授
- 赤星直忠 - 考古学、勲五等瑞宝章
- 秋葉賢一 - 公認会計士、早稲田大学教授、元財務会計基準機構企業会計基準委員会主席研究員
- 浅井良夫 - 経済学、成城大学教授
- 朝倉彰 - 海洋生物学、京都大学教授、元京都大学白浜水族館長、元国際甲殻類学会会長
- 浅野正 - 心理学、元文教大学准教授、元千葉刑務所統括矯正処遇官
- 阿毛久芳 - 国文学、元都留文科大学理事・副学長
- 有信睦弘 - 流体工学、元東京大学副学長、叡啓大学学長、元日本機械学会会長
- 漁田武雄 - 心理学、静岡大学名誉教授
- 石川義道 - 法学、静岡県立大学講師
- 石川良輔 - 昆虫学、東京都立大学理学部名誉教授
- 石田かおり - 哲学、駒沢女子大学教授
- 石田晴美 - 会計学、文教大学経営学部教授、東京都都政改革アドバイザリー会議（政策評価分科会）会長
- 伊豆川浅吉 - 水産学、歴史学、東京水産大学教授
- 泉宏之 - 会計学者、横浜国立大学教授、日本簿記学会会長
- 磯崎康彦 - 美術史、福島大学名誉教授
- 板倉昭二 - 心理学、京都大学名誉教授、同志社大学赤ちゃん学研究センター長
- 板倉由明 - 南京事件研究家、戦史研究家
- 伊藤龍男 - 電磁波工学、元UCLA教授、元テキサス大学オースティン校教授
- 伊藤治夫 - 中東経済学、元西南学院大学経済学部教授
- 井上篤 - 計量経済学、ヴァンダービルト大学経済学部教授
- 井上正 - 経営学、早稲田大学教授
- 井上達彦 - 経営学、早稲田大学教授、経営情報学会論文賞
- 新谷崇一 - 社会学、福島大学教授
- 伊藤治夫 - 国際経済学、西南学院大学教授
- 岩城秀樹 - 数理ファイナンス、元京都大学大学院経営管理研究部教授、日本保険・年金リスク学会理事・評議員
- 植林茂 - 金融論、椙山女学園大学現代マネジメント学部教授
- 碓井光明 - 祖税法、東京大学名誉教授、元日本財政法学会理事長、元内閣府地方制度調査会副会長
- 渦原実男 - 流通論、西南学院大学商学部教授
- 宇高義郎 - 機械工学、横浜国立大学名誉教授、天津大学教授、元日本伝熱学会会長
- 内田弘 - 経済学・思想史、専修大学名誉教授
- 遠藤剛 - 化学者、東京工業大学名誉教授、元山形大学副学長、元近畿大学副学長、元高分子学会会長
- 遠藤久夫 - 経済学、国立社会保障・人口問題研究所長、中央社会保険医療協議会会長、社会保障審議会会長
- 大串兎紀夫 - 教育学、皇學館大学教授
- 大崎平八郎 - 経済学、元横浜国立大学名誉教授・経済学部学部長
- 大森明 - 会計学、横浜国立大学教授、元会計検査院特別研究官
- 大森真紀 - 経済学、早稲田大学社会科学部教授、元立教大学経済学部教授
- 岡西靖 - 工学、横浜国立大学大学院環境情報研究院産学連携研究員
- 岡部進 - 数学教育実践研究会会長、元芝浦工業大学教授
- 岡部大介 - 認知科学、東京都市大学講師
- 奥村悳一 - 経営学、横浜国立大学名誉教授
- 奥山文幸 - 国文学、熊本学園大学教授、宮沢賢治賞奨励賞
- 鹿毛雅治 - 教育心理、慶應義塾大学教授
- 加藤出 - 東短リサーチ株式会社代表取締役社長 チーフエコノミスト
- 加藤ジェームズ - 安全保障・プロパガンダ研究者
- 金山茂雄 - 拓殖大学商学部教授
- 上ノ山周 - 化学工学、横浜国立大学名誉教授、日本海水学会会長
- 神武庸四郎 - 経済史学、一橋大学名誉教授
- 鴨志田晃 - 経営学、横浜市立大学教授
- 神田博司 - 法学、中央大学名誉教授
- 蒲生慶一 - 経済学、東京外国語大学教授
- 川西諭 - 経済学、上智大学教授
- 川崎昭如 - 土木工学、東京大学教授
- 河底尚吾 - 西洋古典学、横浜国立大学名誉教授
- 河野正男 - 会計学、横浜国立大学名誉教授、元日本地方自治研究学会会長、日本会計研究学会太田・黒澤賞
- 岸道郎 - 海洋物理学、北海道大学名誉教授、ダッカ大学海洋学部非常勤教授
- 岸本重陳 - 経済学、元横浜国立大学教授
- 城戸康彰 - 経営学、産業能率大学経営学部教授、経営行動科学学会元会長
- 木前利秋 - 西洋思想史学、大阪大学人間科学部（人間科学研究科）教授
- 木村啓作 - 兵庫県立大学大学院物質理学研究科教授
- 楠本捷一朗 - 経済学、筑波大学名誉教授
- 工藤圭章 - 建築史学、別府大学文学部文化財学科教授、沼津工業高等専門学校校長、佐賀県吉野ヶ里遺跡復原整備委員会委員長
- 久保田尚 - 工学者、埼玉大学教授、日本都市計画学会会長
- 久保庭眞彰 - 経済学、一橋大学名誉教授、元比較経済体制学会代表幹事
- 熊野英生 - 第一生命経済研究所主席エコノミスト、経済学者
- 栗田健 - 経済学、元学校法人明治大学総長、元社会政策学会代表幹事、文部科学省大学設置・学校法人審議会学校法人分科会会長
- 久留間健 - 経済学者、立教大学名誉教授
- 黒川和美 - 法政大学経済学部教授、財務省財政制度等審議会委員
- 神代和欣（和俊） - 横浜国立大学名誉教授、元内閣内政審議室公的年金一元化懇談会委員座長
- 小池高史 - 社会学、九州産業大学地域共創学部地域づくり学科准教授
- 小池洋次 - 元日経ヨーロッパ社長、元世界経済フォーラム・メディア・リーダー、元関西学院大学総合政策学部教授
- 小泉裕子 - 教育学、鎌倉女子大学児童学部児童学科教授
- 河野隆二 - 横浜国立大学教授
- 河野龍太郎 - BNPパリバ証券経済調査本部長・チーフエコノミスト、経済学者
- 小山嚴也 - 経営学、関東学院大学学長
- 小山和伸 - 経済学、神奈川大学教授
- 権上康男 - 経済史、横浜国立大学名誉教授、日経・経済図書文化賞
- 境新一 - 経営学、成城大学経済学部・大学院経済学研究科　教授
- 坂井素思 - 社会経済学、放送大学名誉教授
- 酒井恒 - 動物学、横浜国立大学教授、元日本甲殻類学会会長
- 桜井智野風 - スポーツ科学、桐蔭横浜大学教授
- 佐々木栄一 - 構造工学、東京工業大学教授
- 佐藤一雄 - 機械工学、名古屋大学名誉教授、元精密工学会副会長
- 佐藤寛之 - 教育学、早稲田大学教授
- 宍戸充 - 弁護士、日本大学大学院法務研究科教授、西村あさひ法律事務所顧問、元東京高等裁判所判事、元検事
- 島野智之 - 土壌動物学、法政大学教授、日本土壌動物学会賞
- 清水弘司 - 心理学、神奈川県立保健福祉大学教授、カリフォルニア大学客員研究員、ライデン大学客員教授
- 庄司匡宏 - 経済学、東京大学教授、行動経済学会奨励賞
- 菅原健介 - 心理学、聖心女子大学教授
- 杉山久仁子 - 調理科学、横浜国立大学教授、日本学術会議会員
- 鈴木乙史 - 心理学、聖心女子大学教授
- 鈴森康一 - ロボット工学、東京工業大学教授、元日本機械学会機素潤滑設計部門長
- 須藤功 - 経済学者、明治大学教授
- 関口欣也 - 建築史、横浜国立大学名誉教授、日本建築学会賞
- 関口末夫 - 経済学、元大阪大学教授、日経・経済図書文化賞
- 関根和喜 - 材料工学、横浜国立大学名誉教授、元日本高圧力技術協会会長、元日本非破壊検査協会副会長
- 高木和男 - 労働栄養学、立正女子大学教授、相模女子大学教授、東京栄養食糧専門学校校長
- 髙橋あつ子 - 教育心理学、早稲田大学教授、臨床心理士
- 髙橋一生 - 生物海洋学、東京大学教授
- 高橋渉 - 数学、東京工業大学名誉教授、元慶應義塾大学教授
- 高山憲之 - 経済学、一橋大学名誉教授
- 武田早苗 - 国文学、相模女子大学教授
- 武田正倫 - 動物学、東京大学名誉教授、毎日出版文化賞
- 武田隆二 - 会計学、神戸大学名誉教授、大阪学院大学名誉教授、TKC全国会会長
- 田崎悦子 - 教育社会学、元苫小牧駒澤大学学長
- 田近洵一 - 国語教育学、東京学芸大学名誉教授
- 田中虔一 - 触媒化学、東京大学名誉教授
- 田中淡 - 建築史、京都大学名誉教授、中国建築史研究の第一人者
- 田中千穂子 - 心理学、元東京大学教授、臨床心理士
- 田中浩司 - 米文学、防衛大学校教授
- 田中政光 - 経営学、横浜国立大学名誉教授
- 田浪和生 - 知的財産学、大阪工業大学名誉教授
- 谷口克広 - 戦国史、信長研究の第一人者
- 丹野忠晋 - 経済学、拓殖大学教授
- 千葉準一 - 会計学、法政大学教授
- 鄭玉良 - 暗号学、アラバマ大学教授、元ノースカロライナ大学教授、元モナシュ大学教授
- 鎮西清高 - 地質学者、古生物学者、京都大学理学部長、大阪学院大情報学部長、京都大学名誉教授
- 津田幸男 (言語学者) - コミュニケーション学、筑波大学名誉教授、平和言語学研究所所長
- 円谷峻 - 民法学、明治大学法科大学院教授、横浜国立大学名誉教授
- 鶴田廣巳 - 財政学、関西大学教授
- 土井日出夫 - マルクス経済学、横浜国立大学経済学部・大学院国際社会科学研究院教授
- 冨田幸光 - 古生物学、国立科学博物館地学研究部古生物学第3室長
- 富岡幸雄 - 日本における税理士の第一号、公認会計士、租税学、中央大学名誉教授、瑞宝中綬章受章
- 豊福晋平 - 教育学
- 内藤卯三郎 - 物理学、愛知学芸大学（現・愛知教育大学）初代学長、奈良女子高等師範学校長
- 永井撤 - 心理学、首都大学東京（東京都立大学）名誉教授
- 中川聡子 - 工学、東京都市大学名誉教授、元電気学会会長、澁澤賞
- 中川敏宏 - 民法学、専修大学法学部教授
- 中川一史 - 情報教育学、放送大学教授
- 長島修 - 経済史、立命館大学教授
- 中島精也 - 元伊藤忠商事チーフエコノミスト
- 中條祐介 - 横浜市立大学教授
- 中西準子 - 産業技術総合研究所・安全科学研究部門長、環境工学者、環境リスク論の第一人者
- 長峯純一 - 経済学、関西学院大学総合政策学部教授、関西学院大学副学長
- 永岑三千輝 - ドイツ史、横浜市立大学名誉教授
- 中村静夫 - 大妻女子大学教授
- 中村博之 - 横浜国立大学教授、日本原価計算研究学会副会長
- 成生達彦 - 経済学、京都大学名誉教授、元日本応用経済学会会長
- 新飯田宏 - 横浜国立大学名誉教授
- 新倉貴士 - 経営学、法政大学教授、日本商業学会副会長
- 西村隆男 - 消費者教育学、横浜国立大学名誉教授
- 西田美昭 - 東京大学名誉教授
- 西村可明 - 一橋大学名誉教授、環日本海経済研究長理事長
- 沼田頼輔 - 紋章学者・歴史学
- 根村亮 - 思想史、新潟工科大学准教授
- 野村正實 - 経済学、東北大学大学院教授
- 野本三吉 - 教育学、横浜市立大学名誉教授、元沖縄大学学長
- 橋本努 - 社会学、北海道大学准教授
- 長谷川光一 - 経営学、大阪工業大学准教授
- 長谷川直哉 - 経営学、法政大学教授
- 長谷川善和 - 古生物学、横浜国立大学教授、群馬県立自然史博物館名誉館長
- 花田修治 - 金属材料学、東北大学名誉教授、本多記念会理事長、元日本金属学会副会長、チタン研究の第一人者
- 濱田隆士 - 古生物学（恐竜研究）、神奈川県立生命の星・地球博物館初代館長、福井県立恐竜博物館初代館長、東京大学名誉教授
- 林徹 - 経営学者、長崎大学教授
- 原俊雄 - 会計学、横浜国立大学教授、日本簿記学会副会長
- 氷鉋揚四郎 - 環境学、筑波大学名誉教授、元国際地域学会会長、元日本地域学会会長、元日本環境共生学会会長
- 樋口知志 - 日本古代史、岩手大学教授
- 日高千景 - 経営史、慶應義塾大学教授
- 平田郁美 - 物理学、元共愛学園前橋国際大学学長、群馬県教育委員会教育長
- 平田竹男 - 早稲田大学大学院スポーツ科学研究科教授、楽天株式会社非常勤監査役、前日本サッカー協会専務理事、元通産官僚
- 平田光弘 - 経済学、一橋大学名誉教授、国際総合研究学会名誉会長
- 平館利雄 - 経済学、横浜国立大学教授
- 平野敏右 - 安全工学、東京大学名誉教授、元千葉科学大学初代学長、元日本燃焼学会会長
- 平野弘道 - 古生物学、古生物学の第一人者、早稲田大学教授
- 広瀬茂男 - ロボット工学者、東京工業大学教授
- 府川源一郎 - 国語教育、横浜国立大学名誉教授、日本体育大学教授、第38回日本児童文学学会学会賞特別賞
- 服藤早苗 - 日本史、子ども史、ジェンダー史、埼玉学園大学教授
- 福尾匠 - 哲学、日本学術振興会特別研究員
- 福澤寧子 - 情報工学、大阪工業大学教授
- 藤岡喜久男 - 東洋史、北海学園大学名誉教授
- 藤嶋昭 - 光触媒の発見者、東京大学特別栄誉教授、神奈川科学技術アカデミー理事長、東京理科大学学長、元日本化学会会長、2007年度日本国際賞受賞
- 藤本博志 - 制御工学、東京大学教授、永守賞大賞
- 藤原一繪 - 植生学、横浜国立大学名誉教授、国際植生学会副会長
- 正村俊之 - 社会学、東北大学大学院教授
- 松井美樹 - 経営学、横浜国立大学名誉教授、元オペレーションズマネジメント＆ストラテジー学会会長
- 松下光司 - 経営学、中央大学大学院戦略経営研究科（中央大学ビジネススクール）教授
- 松本勉 - 物理学、横浜国立大学教授
- 真鍋真 - 古生物学、国立科学博物館・標本資料センターコレクションディレクター、分子生物多様性研究資料センター・センター長、ロイヤル・ティレル古生物学博物館客員研究員
- 間野義之 - スポーツ政策論、早稲田大学スポーツ科学学術院教授
- 松原宏 - 地理学、東京大学教授、日本地理学会会長
- 三ツ井崇 - 歴史学、東京大学教授、朝鮮近現代史、在日朝鮮人史
- 三友仁志 - 情報学、早稲田大学教授、情報通信学会会長
- 三宅和正 - 物理学、大阪大学名誉教授
- 宮崎恵子 - 船舶海洋工学、海上技術安全研究所国際連携センター長、日本学術会議会員
- 宮崎義一 - 経済学、京都大学名誉教授
- 宮島敬一 - 日本中世史、佐賀大学教授
- 宮城勢治 - 工学、徳島工業短期大学元学長、元阿南工業高等専門学校教授
- 宮本光晴 - 経済学、専修大学教授
- 椋寛 - 経済学、学習院大学教授
- 村野健太郎 - 環境学、元法政大学教授
- 室井尚 - 美学、記号学、横浜国立大学教授
- 武藤伸明 - 情報工学、静岡県立大学経営情報学部准教授
- 村尾修 - 都市防災、東北大学教授、地域安全学会会長
- 村上處直 - 都市計画、都市防災の専門家、元早稲田大学教授
- 本山敦 - 家族法学、立命館大学教授、京都家庭裁判所家事調停委員、法務省司法試験考査委員
- 森久保安美 - 国語教育、産業能率大学名誉教授
- 森下信 - 機械工学、元横浜国立大学副学長・教授、日本機械学会会長
- 森村英典 - 情報科学、東京工業大学名誉教授。元日本オペレーションズ・リサーチ学会会長
- 八尾坂修 - 教育行政・教育経営、開智国際大学教育学部教授、玉川大学教師教育リサーチセンター客員教授、九州大学名誉教授、放送大学客員教授
- 八木裕之 - 会計学、横浜国立大学経営学部会計・情報学科教授・大学院国際社会科学研究科教授
- 八木良太 - 経営学、流通経済大学教授
- 矢後和彦 - 経済学、早稲田大学教授、渋沢・クローデル賞
- 柳田謙十郎 - 哲学、労働者教育協会初代会長
- 矢野裕児 - 経済学、流通経済大学流通情報学部教授・学部長、日本物流学会会長
- 山田興一 - 工学、東京大学総長室顧問
- 山本哲士 - 現代思想論、教育学者、信州大教授、東京藝術大学客員教授
- 柳川弘志 - 化学、慶應義塾大学理工学部教授
- 吉田辰雄 - 教育心理学、東洋大学名誉教授
- 吉野博 - 建築学、東北大学名誉教授、元日本建築学会会長
- 米澤康博 - 経済学、早稲田大学教授、元年金積立金管理運用独立行政法人運用委員長、エコノミスト賞
- 米山高生 - 経営史、一橋大学名誉教授、元生活経済学会会長
- 若杉明 - 会計学、横浜国立大学名誉教授、元金融庁企業会計審議会会長
- 若松秀俊 - 工学、東京医科歯科大学名誉教授
- 若森章孝 - 経済学、関西大学名誉教授

### 文学・美術
- 柏木伸介 - 小説家、『このミステリーがすごい!』大賞優秀賞
- 稲田豊史 - ライター、コラムニスト、編集者
- 川端要壽 - 文芸評論家、相撲評論家、小説家
- 川本喜八郎 - 人形アニメ作家
- さいふうめい（本名・竹内一郎） - 劇作家、演出家、漫画原作者、宝塚大学教授
- 佐川亜紀 - 詩人
- 沢木耕太郎 - ノンフィクション作家
- 島口大樹 - 小説家、群像新人文学賞
- 芹澤健介 - ライター、構成作家
- 曽田博久 - 脚本家、小説家
- 高橋源一郎 - 小説家 （除籍）
- 辻章 - 作家、泉鏡花文学賞受賞
- 望公太 - ライトノベル作家、ノベルジャパン大賞金賞、GA文庫大賞優秀賞
- 野本三吉（本名・加藤彰彦） - ノンフィクション作家、日本ノンフィクション大賞受賞、沖縄大学学長
- 橋爪駿輝 - 小説家、テレビプロデューサー、脚本家、監督
- 藤本健 - ライター
- 林明子 - 絵本作家
- 福明子 - 童話作家、さきがけ文学賞、ひろすけ童話賞
- 福田正夫 - 「福田正夫賞」に名を残す民衆派詩人
- 丸山美佳 - キュレーター、批評家
- 三好徹 - 作家、直木賞受賞
- 森比左志 - 作家、翻訳家
- 八木重吉 - 詩人
- 山口芳宏 - 作家
- 山本省三 - 絵本作家

### 建築
- 飯田善彦 - 建築家、Y-GSA教授、日本建築学会賞受賞
- 池内基周 - 建築家、元宮内庁工務課長
- 押野見邦英 - 建築家
- 北山恒 - 建築家、Y-GSA教授、日本建築学会賞受賞
- 工藤和美 - 建築家、東洋大学教授
- 千賀恒夫 - 建築家、元宮内技手
- 千鳥義典 - 建築家、元日本設計社長
- 西沢立衛 - 建築家、Y-GSA教授、プリツカー賞受賞、日本建築学会賞3度受賞
- 西田司 - 建築家、東北大学非常勤講師
- 鈴野浩一 - 建築家
- 林知充 - 建築家、エストニア文化基金年間建築賞
- 吉原正 - 建築家
- 河内義就 - 建築家、元広島工業大学特任教授、宮島競艇場
- 伊藤暁 - 建築家、東洋大学准教授
- 髙橋一平 - 建築家
- 中川エリカ - 建築家
- 保坂猛 - 建築家、早稲田大学芸術学校准教授
- 吉原慎一郎 - 建築家、創和建築設計事務所（現創和三幸設計）創業者

### 文化・芸能
- 相澤千恵 - シンガーソングライター
- 市川洋介 - 元俳優、『魔法戦隊マジレンジャー』ヒカル / マジシャイン役
- 伊藤淳 - 服飾デザイナー、空間アーティスト
- 伊藤丈紘 - 映画監督
- 稲葉浩志 - ロックユニットB'zのヴォーカリスト、ミュージシャン
- 猪股あき - 現代美術家
- 岩井俊二 - 映画監督
- 緒川尊 - 俳優
- 小原加奈子 - 女優
- かずのすけ - YouTuber、ブロガー
- 片瀬美月 - タレント、グラビアアイドル
- 加藤雅也 - 俳優
- 加藤ジーナ - 元てれび戦士・タレント
- 神尾佑 - 俳優
- 川久保秀一 - シンガーソングライター
- 鬼頭理三 - テレビドラマ演出家、映画監督
- 木村イオリ - bohemianvoodooメンバー、PRIMITIVE ART ORCHESTRAメンバー
- きりきり舞 - 漫画家、『歌のお姉さんだってHしたい〜こんな顔、TVの前のみんなには見せられないよ…』等
- 黒木香 - 元AV女優、文化人
- 黒田悠斗 - AV男優
- 小日向えり - タレント
- 近藤良平 - コンドルズ主宰、ダンサー、振付家、演出家
- 坂口博信 - ゲームデザイナー、ファイナルファンタジーシリーズ作者、元スクウェア米国法人社長
- 阪本順治 - 映画監督
- 汐田海平 - 映画プロデューサー
- スーツ - YouTuber
- 杉山恭子（kyoco） - モデル、2008年度ミス・インターナショナル日本代表
- 瀬田なつき - 映画監督
- せとたけお - お笑いタレント
- 芹沢高志 - アートディレクター、都市・地域計画化、翻訳家
- 高樹千佳子 - 住宅メーカー社員、元タレント
- 竹内ななみ - アイドル、モデル
- 立川らく人 - 落語家
- 田中景子 - ヴィオラ奏者、作曲家
- 田中弘道 - ゲームデザイナー、スクウェア・エニックス所属
- 辻裕之 - 映画監督
- 永井健太 - モデル
- 中野敦之 - 演出家
- 長島一由 - 映画監督
- 西島秀俊 - 俳優、日本アカデミー賞最優秀主演男優賞
- 西村義明 - アニメーションプロデューサー、映画プロデューサー、スタジオポノック代表取締役
- 石田泰誠 - 俳優
- 二本柳寛 - 俳優
- 菅沼岳 - 俳優
- 辻裕之 - 映画監督、俳優（辻つん名義）
- 塙英子 - 声優
- 宮咲あかり - 声優、歌手
- 福田萌 - 女性タレント
- 藤原誠 - 歌手、第5回アニメグランプリアニメソング部門
- 根尾みなみ - お笑いタレント
- ほりぬのこ - お笑いタレント
- 増田雅昭 - 気象予報士、在学中にテレビ朝日「ニュースステーション」に出演
- 松浦雅子 - 映画監督、脚本家
- 松澤健 - エンジニア、音楽家
- 眞鍋かをり - タレント
- 宮島義勇 - 映画撮影監督
- 宮松重紀 - 指揮者、オペラ作品のカールマン「サーカスの女王」やペルゴレージ「やきもち亭主」等の日本初演者、東京混声合唱団指揮者、ウィーン・フィル日本公演やサイトウキネンオーケストラ等の副指揮者
- 明樹由佳 - 女優
- 矢野正樹 - 芸人
- 山下和美 - 漫画家
- 倭早希 - グラビアアイドル
- 山本大輔 - テレビドラマ監督
- ゆきりぬ - YouTuber
- 横尾初喜 - 映像作家、映画監督
- 横道毅 - 俳優
- 吉野大作 - ロックアーティスト、予備校講師
- よしまさこ - 漫画家、東京工芸大学准教授
- ヨビノリたくみ - YouTuber
- ランキンタクシー - 歌手

### アナウンサー・キャスター
- 日本放送協会（NHK）
  - 黒崎瞳 - NHKラジオセンター契約キャスター
  - 塩田慎二
  - 田中浩史 - 放送文化研究所主任研究員、元アナウンサー
  - 塚越恒爾 - 元局員
  - 三浦拓実 - 元局員、現・ラジオNIKKEI
  - 山口勝

- 民放各局
  - 相川梨絵 - フリーアナウンサー、元共同テレビ（フジテレビ専属）
  - 赤木由布子 - 中京テレビ、元瀬戸内海放送
  - 阿部哲子 - フリーアナウンサー、元日本テレビ
  - 飯田浩司 - ニッポン放送
  - 内田雄基 - ニッポン放送
  - 内村直子 - ニッポン放送
  - 市野瀬瞳 - フリーアナウンサー、元NST新潟総合テレビ、中京テレビ
  - 上片平健 - 鹿児島テレビ
  - 尾関雄哉 - 信越放送
  - 日下純 - FM山形
  - 小御門千絵 - 元西日本放送
  - 小塚歩 - ラジオNIKKEI
  - 川上椋輔 - 元北海道文化放送
  - 澁谷祐太朗 - 宮崎放送
  - 副島優子 - 元福井テレビ
  - 田添菜穂子 - フリーアナウンサー、元東北放送
  - 丹舞子 - 元福島放送
  - 富川悠太 - 元テレビ朝日
  - 冨田憲子 - 元ニッポン放送、フジテレビ、フジテレビ報道局企画取材部総務省担当記者
  - 中込真理子 - フリーアナウンサー、元山梨放送
  - 中原理菜 - テレビ熊本
  - 中山可那子 - 元福島中央テレビ、社員
  - 橋口裕子 - ナレーター、元南海放送
  - 早川茉希 - 元瀬戸内海放送
  - 林莉世 - 元新潟放送
  - 星恭博 - メーテレ
  - 牧野慎二 - 北陸朝日放送
  - 松原友希 - IBC岩手放送
  - 宮坂珠理 - フリーアナウンサー、元東北放送
  - 光山雄一朗 - CBCテレビ
  - 八木志芳 - フリーアナウンサー、元ラジオ福島
  - 山崎景子 - TBSラジオ交通情報キャスター
  - 山田麗奈 - 元北海道文化放送
  - 山本匠晃 - TBSテレビ
  - 楪望 - フリーアナウンサー、元広島ホームテレビ、テレビ大阪契約
  - 横山太一 - 朝日放送
  - 渡辺和昭 - 元ラジオNIKKEI

### ジャーナリスト・評論家
- 秋庭俊 - ジャーナリスト、作家
- 阿部進 - 教育評論家
- 稲森謙太郎 - 科学技術ジャーナリスト、東北大学特任准教授
- 大谷能生 - 評論家、音楽家
- 大妻コタカ - 女子教育家、大妻女子大創設者
- 片桐幸雄 - 経済評論家
- 上條昭太郎 - エッセイスト
- 川島睦保 - ジャーナリスト、元東洋経済新報社取締役出版局長、元週刊東洋経済編集長
- 小浜逸郎 - 評論家、国士舘大客員教授
- 小松玲葉 - TBSテレビディレクター
- 今柊二 - エッセイスト
- 鈴木啓志 - 音楽評論家
- 本田雅和 - ジャーナリスト、朝日新聞記者
- 龍崎孝 - 元毎日新聞社記者、TBSテレビ報道局解説委員
- 藤本健 - ライター、フラクタル・デザイン代表取締役

### スポーツ
- 小野三千麿 - 都市対抗野球「小野賞」に名を残す戦前の代表的剛球投手、大リーグより初勝利、大毎球団、毎日記者、野球殿堂者
- 宇佐美一夫 - 元プロ野球選手（国鉄スワローズ）
- 北川智規 - 元プロ野球選手（オリックス・ブルーウェーブ投手）
- 木村文子 - アスリート（100mH）、全日本選手権優勝
- 島本義文 - 元プロ野球選手（阪急捕手）
- 茅野秀三 - 元プロ野球選手（中日外野手）
- 茅野健一 - 元プロ野球選手（西日本外野手）
- 下仁 - アスリート　1991年世界陸上東京大会走り幅跳び日本代表
- 菅原由美子 - アスリート、陸上競技（短距離）、100M歴代11位、200M11位
- 中津川亜月 - アスリート、陸上競技（走幅跳、三段跳）
- 中野亨道 - 柔道選手、2013年南アジア柔道選手権81Kg級銅メダル
- 長富政武 - 元プロ野球選手（大洋ホエールズ）
- 新田渉世 - 東日本ボクシング協会理事、第32代東洋・太平洋バンタム級王者
- 宝寿栄 - 柔道選手、1998年ドイツ国際銀メダル、2006年東アジア選手権銅メダル、ユニバーシアード銅メダル
- 林茂 (投手) - 元プロ野球選手（西日本パイレーツ、松竹ロビンス）
- 浜崎忠治 - 元プロ野球選手（中日、投手、二塁手、三塁手）、元プロ野球審判員
- 高橋雅之 - 元セーリング選手。1988年ソウルオリンピックセーリング男子470級代表

### 軍人
- 来栖良 - 陸軍軍人
- 佐々木武雄 - 陸軍軍人

### 活動家
- 柴野春彦 - 新左翼運動家、京浜安保共闘獄外最高幹部、上赤塚交番襲撃事件にて射殺
- 寺岡恒一 - 新左翼運動家、連合赤軍の元幹部、山岳ベース事件にて死亡
- 吉野雅邦 - 新左翼運動家、連合赤軍の元幹部であさま山荘事件で逮捕、現在千葉刑務所にて服役中

### その他
- 秋山晃 - 自動車技術者、トヨタ自動車クルマ開発センター副センター長
- 石津純一郎 - プロボクシング姫路木下ジムマネージャー、新日本製鐵部長
- 鹿島俊郎 - 宗教家、普明会教団創立者・初代会長
- 木内博 - 元神奈川県議会議員（中退）
- 危口統之 - アートパフォーマー
- 佐久間精一 - アマチュア天文家、技術者
- 山川義介 - シリアルアントレプレナー